# Boundary Scan Test
Boundary Scan (engl.) und Grenzpfadabtastung sind synonyme Begriffe für ein standardisiertes Verfahren zum Testen digitaler und analoger Bausteine in der Elektronik.

## Hintergrund
Durch die hohe Integrationsdichte von integrierten Schaltungen (ICs) und die Komplexität und Kleinheit heutiger Schaltungsaufbauten (Leiterplatten), wird es immer schwieriger, physisch auf bestimmte Punkte einer Schaltung zuzugreifen. Die Verschaltung von Leiterplatten wird vermehrt über zusätzliche innere Verbindungsleitungen geführt. Sogenannte Mehrlagenplatinen (engl. multilayer PCBs) können bis zu 20 solcher Verdrahtungsebenen besitzen. Durch die hohe Packungsdichte von Bausteinen und IC-Gehäusen, bei denen die Anschlüssen unter dem Gehäuses verborgen sind (BGAs), ist ein direkter mechanischer Zugriff auf Anschlüsse z. T. nicht möglich. Es ist also notwendig, ICs und Leiterplatten ohne direkten physischen Zugang zu prüfen, wie er zum Beispiel bei einem In-Circuit-Test notwendig ist. 
Deshalb entwickelte in den 1980er Jahren eine Gruppe von Testexperten von Philips, BT, GEC, TI das als Boundary Scan bekannte Verfahren vorwiegend in Europa.
Die Joint Test Action Group (JTAG) wurde 1985 gegründet, um eine Methodik für das Testen und Debuggen von ICs und Leiterplatten zu entwickeln. Basierend auf einem von Eichelberger 1977 vorgeschlagenen Prinzip eines Scan Tests, bei dem für einen Test alle Flipflops eines ICs zu langen Schieberegistern zusammengeschaltet werden können, so dass  jeder Zustand jedes Flipflops von außen beobachtbar und steuerbar wird, wurde das Konzept des Boundary Scan Tests entwickelt.
Die Vorschläge wurden 1990 durch den IEEE-Standard 1149.1 international genormt.

## Beschreibung
Die Boundary-Scan-Methode verwendet zusätzliche Zellen (Latches), mit deren Hilfe Signale über vordefinierte Pfade von außen in die zu testende Schaltung injiziert werden können. Die Signale aus der Schaltung, die an Pins des IC anliegen, können über den Scanpfad erfasst werden. Im Normalbetrieb sind die Latches passiv. Es besteht kein Unterschied zu ICs ohne Boundary-Scan-Funktionalität; die Anschlüsse des Chip sind nur mit den Pins des IC verbunden. Im Testbetrieb werden sie dem Verfahren entsprechend aktiv gesteuert.
Um die Anwendung der Boundary-Scan-Methode in einer integrierten Schaltung zu ermöglichen, werden (mindestens) an den Ein- und Ausgängen hochintegrierter Bausteine entsprechende spezielle Modifikationen eingebaut. Dabei ist an jedem Ein- oder Ausgang eines IC eine Boundary-Scan-Zelle eingebaut. Alle Boundary-Scan-Zellen sind seriell zu einer Kette verknüpft, welche die gesamte I/O-Struktur der Integrierten Schaltung umfasst. Das IC besitzt mindestens vier eigens reservierte Steuerungs- und Daten-Pins. Dabei handelt es sich um Testdaten-Eingang (TDI) und -Ausgang (TDO), einen Test-Takt (TCK) und einen Test-Mode-Select-Anschluss (TMS) sowie den optionalen Test-Reset-Eingang (TRST). Diese Pins ergeben zusammen den Test Access Port (TAP). Dabei handelt es sich um einen synchronen endlichen Automaten (engl. finite state machine, FSM) mit 16 möglichen Zuständen.
Über TDI/TDO werden die Testdaten weitergegeben. TMS dient zur Verteilung von Steuerbefehlen, welche individuell für jede Integrierte Schaltung den gewünschten Test-Modus einstellen. Mit der steigenden Flanke von TCK werden jeweils die externen Daten von TDI in die entsprechenden Register eingelesen. TRST dient zum Initialisieren der FSM.

Scankette aus drei Testgeräten

Die eigentliche Scankette beginnt mit dem TDI-Eingangspin der Schaltung. Dieser wird über den Stecker auf der Leiterplatte mit dem TDO des Boundary-Scan-Testgeräts verbunden. Die Kette wird durch Verbinden der TDO-Ausgänge der einzelnen ICs jeweils mit TDI des nächsten IC fortgesetzt. Am Ende der Kette wird über den Stecker der letzte TDO-Ausgang mit TDI des Boundary-Scan-Testgeräts verbunden. TMS, TCK und optional TRST werden parallel von allen ICs mit den entsprechenden Pins am Stecker verbunden.
TDI- und TDO-Daten werden über eine Schiebe-Funktion in die Eingangs-Scan-Zellen (Scankette, siehe Scan Test) seriell ein- bzw. ausgeschoben. Wenn alle TDI-Daten eingetaktet sind, werden sie parallel in die zu testende Schaltungsanordnung ausgegeben. Das Antwortsignal kann dann von den Ausgangs-Scan-Zellen erfasst und seriell ausgelesen werden. Die Scan-Zellen befinden sich meist an den I/O-Pins, welche dadurch umgangen werden können. Durch das Boundary-Scan-Prinzip vermeidet man das Kontaktieren einer großen Anzahl von Pins und damit mögliche Kontaktfehler und erreicht leicht (Teil)-Schaltungen im Inneren eines Chips. Meist wird eine Vielzahl von Scanketten (scan chains) parallel betrieben.
Mit Hilfe der Boundary-Scan-Funktionalität können Verbindungen zwischen Pins mit Boundary-Scan-Funktion geprüft werden. Ebenso ist es möglich, Kurzschlüsse zwischen diesen Pins festzustellen.
Mit Hilfe der Boundary-Scan-Ausgangszellen können auch externe programmierbare Speicher programmiert werden. Typischerweise handelt es sich dabei um Flash-Speicher. Durch den Umweg über die Scankette ist dieses Verfahren aber langsamer als andere Programmierverfahren und somit nur für kleinere Datenmengen geeignet.
Flüchtige Speicher können durch Programmieren und anschließendes Auslesen von Bitmustern über die Boundary-Scan-Zellen überprüft werden. Dadurch können auch ihre Lötverbindungen geprüft werden. Dieses Verfahren wird beispielsweise bei RAM-Speichern verwendet.
Der JTAG-Standard IEEE 1149.1 legt die Spezifikationen des TAP-Busses sowie der Scan-Zellen fest. Dieser Standard wird durch den P1500-Standard zum Backplane-Testen ergänzt, um viele unterschiedliche Systeme in einer elektronischen Einheit über dieselbe Schnittstelle zu testen.
Für den Test von analogen Signalen wurde inzwischen der JTAG-Standard IEEE 1149.4 definiert.
AC-gekoppelte oder differenzielle Signale können unter Verwendung des JTAG-Standard IEEE 1149.6 getestet werden.

## Funktionelle Erweiterungen
Über die reine Testfunktion hinausgehend bieten viele Speicherbausteine mit Boundary Scan über den TAP-Bus auch Möglichkeiten, den betreffenden Baustein in der Schaltung (engl. in-circuit) zu programmieren. Bei Mikroprozessoren können über die meist als JTAG-Schnittstelle bezeichnete Verbindung auch Diagnoseprogramme zum Debuggen und Fehlersuchen laufen. Damit ist der Einsatz spezieller und meist teurer In-Circuit-Emulatoren hinfällig. Alle diese Erweiterungen sind allerdings durch spezielle, meist nicht dokumentierte Befehle am TAP-Bus realisiert und stark hersteller- und bausteinspezifisch.

## Integration
Jedes Testverfahren hat seine Grenzen bezüglich Testabdeckung und Fehlererkennung bzw. Diagnose. Dazu kommt die zunehmende Komplexität aktueller und vor allem zukünftiger Baugruppen. Bauformen wie BGA, µBGA oder Flip Chip lassen kaum noch Möglichkeiten eines mechanischen Zugriffs zu. Um eine optimale bzw. maximale Testtiefe zu erreichen, ist es daher sinnvoll, Prüfverfahren miteinander zu kombinieren. Boundary Scan kann als Option zur größeren Test- und Fehlerabdeckung in ATE-Systeme wie In-Circuit-Tester, Flying-Probe-Tester,  Funktionstestsysteme oder AOI-Systeme integriert werden.